# 1963 Bezovec
1963 Bezovec је астероид главног астероидног појаса са пречником од приближно 44,67 km.
Афел астероида је на удаљености од 2,932 астрономских јединица (АЈ) од Сунца, а перихел на 1,909 АЈ.
Ексцентрицитет орбите износи 0,211, инклинација (нагиб) орбите у односу на раван еклиптике 25,053 степени, а орбитални период износи 1375,923 дана (3,767 године).
Апсолутна магнитуда астероида је 10,91 а геометријски албедо 0,038.
Астероид је откривен 9. фебруара 1975. године.